# Edrick Menjívar
Edrick Eduardo Menjívar Jonhnson (La Ceiba, 1º marzo 1993) è un calciatore honduregno, portiere dell'Olimpia e della nazionale honduregna.

## Caratteristiche tecniche
È un difensore centrale.

## Carriera

### Nazionale
Il 21 novembre 2018 ha esordito con la nazionale honduregna disputando l'amichevole persa 4-1 contro il Cile.

## Statistiche

### Cronologia presenze e reti in nazionale
| Cronologia completa delle presenze e delle reti in nazionale ― Honduras | Cronologia completa delle presenze e delle reti in nazionale ― Honduras | Cronologia completa delle presenze e delle reti in nazionale ― Honduras | Cronologia completa delle presenze e delle reti in nazionale ― Honduras | Cronologia completa delle presenze e delle reti in nazionale ― Honduras | Cronologia completa delle presenze e delle reti in nazionale ― Honduras | Cronologia completa delle presenze e delle reti in nazionale ― Honduras | Cronologia completa delle presenze e delle reti in nazionale ― Honduras |
| Data                                                                    | Città                                                                   | In casa                                                                 | Risultato                                                               | Ospiti                                                                  | Competizione                                                            | Reti                                                                    | Note                                                                    |
| ----------------------------------------------------------------------- | ----------------------------------------------------------------------- | ----------------------------------------------------------------------- | ----------------------------------------------------------------------- | ----------------------------------------------------------------------- | ----------------------------------------------------------------------- | ----------------------------------------------------------------------- | ----------------------------------------------------------------------- |
| 20-11-2018                                                              | Temuco                                                                  | Cile                                                                    | 4 – 1                                                                   | Honduras                                                                | Amichevole                                                              | -                                                                       | 87’                                                                     |
| 24-3-2021                                                               | Borisov                                                                 | Bielorussia                                                             | 1 – 1                                                                   | Honduras                                                                | Amichevole                                                              | -1                                                                      |                                                                         |
| 28-3-2021                                                               | Tessalonica                                                             | Grecia                                                                  | 2 – 1                                                                   | Honduras                                                                | Amichevole                                                              | -2                                                                      |                                                                         |
| 30-1-2022                                                               | San Pedro Sula                                                          | Honduras                                                                | 0 – 2                                                                   | El Salvador                                                             | Qual. Mondiali 2022                                                     | -2                                                                      |                                                                         |
| 2-2-2022                                                                | Saint Paul                                                              | Stati Uniti                                                             | 3 – 0                                                                   | Honduras                                                                | Qual. Mondiali 2022                                                     | -1                                                                      | 46’                                                                     |
| 27-9-2022                                                               | Houston                                                                 | Honduras                                                                | 2 – 1                                                                   | Guatemala                                                               | Amichevole                                                              | -1                                                                      |                                                                         |
| 29-6-2023                                                               | Phoenix                                                                 | Qatar                                                                   | 1 – 1                                                                   | Honduras                                                                | Gold Cup 2023 - 1º turno                                                | -1                                                                      |                                                                         |
| 2-7-2023                                                                | Charlotte                                                               | Honduras                                                                | 2 – 1                                                                   | Haiti                                                                   | Gold Cup 2023 - 1º turno                                                | -1                                                                      |                                                                         |
| 3-9-2023                                                                | Fort Lauderdale                                                         | Guatemala                                                               | 0 – 0                                                                   | Honduras                                                                | Amichevole                                                              | -                                                                       | cap.                                                                    |
| 8-9-2023                                                                | Kingston                                                                | Giamaica                                                                | 1 – 0                                                                   | Honduras                                                                | CONCACAF Nations League 2023-2024 - 1º turno                            | -1                                                                      |                                                                         |
| 12-9-2023                                                               | Tegucigalpa                                                             | Honduras                                                                | 4 – 0                                                                   | Grenada                                                                 | CONCACAF Nations League 2023-2024 - 1º turno                            | -                                                                       |                                                                         |
| 12-10-2023                                                              | Santo Domingo                                                           | Cuba                                                                    | 0 – 0                                                                   | Honduras                                                                | CONCACAF Nations League 2023-2024 - 1º turno                            | -                                                                       |                                                                         |
| 15-10-2023                                                              | Tegucigalpa                                                             | Honduras                                                                | 4 – 0                                                                   | Cuba                                                                    | CONCACAF Nations League 2023-2024 - 1º turno                            | -                                                                       |                                                                         |
| 17-11-2023                                                              | Tegucigalpa                                                             | Honduras                                                                | 2 – 0                                                                   | Messico                                                                 | CONCACAF Nations League 2023-2024 - Quarti di finale                    | -                                                                       |                                                                         |
| 21-11-2023                                                              | Città del Messico                                                       | Messico                                                                 | 2 – 0 dts (4 – 2 dtr)                                                   | Honduras                                                                | CONCACAF Nations League 2023-2024 - Quarti di finale                    | -2                                                                      | 86’                                                                     |
| 26-3-2024                                                               | Houston                                                                 | El Salvador                                                             | 1 – 1                                                                   | Honduras                                                                | Amichevole                                                              | -1                                                                      |                                                                         |
| 6-6-2024                                                                | Tegucigalpa                                                             | Honduras                                                                | 3 – 1                                                                   | Cuba                                                                    | Qual. Mondiali 2026                                                     | -1                                                                      |                                                                         |
| 9-6-2024                                                                | Devonshire                                                              | Bermuda                                                                 | 1 – 6                                                                   | Honduras                                                                | Qual. Mondiali 2026                                                     | -1                                                                      |                                                                         |
| 16-6-2024                                                               | East Hartford                                                           | Ecuador                                                                 | 2 – 1                                                                   | Honduras                                                                | Amichevole                                                              | -2                                                                      |                                                                         |
| 6-9-2024                                                                | Tegucigalpa                                                             | Honduras                                                                | 4 – 0                                                                   | Trinidad e Tobago                                                       | CONCACAF Nations League 2024-2025 - 1º turno                            | -                                                                       |                                                                         |
| 10-10-2024                                                              | Remire-Montjoly                                                         | Guyana francese                                                         | 2 – 3                                                                   | Honduras                                                                | CONCACAF Nations League 2024-2025 - 1º turno                            | -2                                                                      |                                                                         |
| 14-10-2024                                                              | Kingston                                                                | Giamaica                                                                | 0 – 0                                                                   | Honduras                                                                | CONCACAF Nations League 2024-2025 - 1º turno                            | -                                                                       |                                                                         |
| 15-11-2024                                                              | San Pedro Sula                                                          | Honduras                                                                | 2 – 0                                                                   | Messico                                                                 | CONCACAF Nations League 2024-2025 - Quarti di finale                    | -                                                                       |                                                                         |
| 19-11-2024                                                              | Toluca                                                                  | Messico                                                                 | 4 – 0                                                                   | Honduras                                                                | CONCACAF Nations League 2024-2025 - Quarti di finale                    | -4                                                                      |                                                                         |
| 21-3-2025                                                               | Devonshire                                                              | Bermuda                                                                 | 3 – 5                                                                   | Honduras                                                                | Qual. Gold Cup 2025                                                     | -3                                                                      |                                                                         |
| 25-3-2025                                                               | Tegucigalpa                                                             | Honduras                                                                | 2 – 0                                                                   | Bermuda                                                                 | Qual. Gold Cup 2025                                                     | -                                                                       |                                                                         |
| 7-6-2025                                                                | George Town                                                             | Isole Cayman                                                            | 0 – 1                                                                   | Honduras                                                                | Qual. Mondiali 2026                                                     | -                                                                       |                                                                         |
| 10-6-2025                                                               | Tegucigalpa                                                             | Honduras                                                                | 2 – 0                                                                   | Antigua e Barbuda                                                       | Qual. Mondiali 2026                                                     | -                                                                       |                                                                         |
| 17-6-2025                                                               | Vancouver                                                               | Canada                                                                  | 6 – 0                                                                   | Honduras                                                                | Gold Cup 2025 - 1º turno                                                | -6                                                                      |                                                                         |
| 21-6-2025                                                               | Houston                                                                 | Honduras                                                                | 2 – 0                                                                   | El Salvador                                                             | Gold Cup 2025 - 1° turno                                                | -                                                                       | 90+1’                                                                   |
| 24-6-2025                                                               | San Jose                                                                | Honduras                                                                | 2 – 1                                                                   | Curaçao                                                                 | Gold Cup 2025 - 1° turno                                                | -1                                                                      | [ 2 ]                                                                   |
| 28-6-2025                                                               | Glendale                                                                | Panama                                                                  | 1 – 1 (4 – 5 dtr)                                                       | Honduras                                                                | Gold Cup 2025 - Quarti di finale                                        | -1                                                                      |                                                                         |
| 2-7-2025                                                                | Santa Clara                                                             | Messico                                                                 | 1 – 0                                                                   | Honduras                                                                | Gold Cup 2025 - Semifinale                                              | -1                                                                      |                                                                         |
| Totale                                                                  |                                                                         | Presenze                                                                | 33                                                                      |                                                                         | Reti                                                                    | -35                                                                     |                                                                         |

## Palmarès

### Club

#### Competizioni internazionali
- CONCACAF League: 1

Olimpia: 2017